# Carolina López Caballero
Carolina López Caballero es una investigadora española especializada en cine de animación, que ha comisariado diferentes exposiciones. Es notable por su contribución al fomento de la animación española.

## Trayectoria
López Caballero es Licenciada en Bellas Artes por la Universidad de Barcelona (UB), y estudió animación en el West Surrey College of Art and Design de Farnham (Reino Unido). Desarrolló su trabajo de investigación sobre la animación española, lo que le granjeó el segundo premio del concurso de la Society of Animation Studies (SAS).
Desde 2012, dirige Animac, la Muestra Internacional de Cine de Animación de Cataluña, organizada por el Ayuntamiento de Lérida y la Generalidad de Cataluña desde 1996, y Xcèntric, el cine del Centro de Cultura Contemporánea de Barcelona (CCCB). Además, es una invitada habitual en jurados nacionales e internacionales de cine de animación, como Annecy, Animamundi y Ottawa. En 2017, formó parte del jurado del festival Stop Motion Barcelona Short Film Festival, dedicado exclusivamente al mundo de la animación stop motion, que celebró su segunda edición del 29 de junio al 1 de julio en Poble Nou, Barcelona.
También es conferenciante, publica textos sobre animación y forma parte de comisiones de ayudas a la producción/creación audiovisual. Ha aparecido como panelista regular en el programa Días de cine de La 2 (TVE), así como en Arts e Oficis, Cinema 3 y Àrtic, de TV3. En 2018, el director mexicano Guillermo del Toro la nombró comisaria de la sección de animación de la edición 2019 del Festival Internacional de Cine en Guadalajara (México).

### Del Trazo al Pixel
En 2016, López Caballero comisionó Del Trazo al Píxel, un ciclo sobre la historia de la animación española, que comenzó en el centro cultural La Casa Encendida de Madrid. En este evento se mostraron obras de animadores españoles como José Luis Moro, Jordi Amorós, Tomàs Bases, Juan Pablo Etcheverry o Isabel Herguera. En septiembre de ese año, viajó a Nueva York para presentar el mismo ciclo en el Museo Metropolitano de Arte, y más tarde en Taipéi, Taiwán, para exhibirse en la Taipei National University of the Arts.

### Exposiciones
Ha sido comisaria de las exposiciones Metamorfosis. Visiones fantásticas de Starévitch, Svankmajer y los Hermanos Quay celebradas la primera en marzo de 2014 en el Centre de Cultura Contemporània de Barcelona (CCCB) y la segunda en La Casa Encendida en 2015. En este mismo año, comisarió la exposición Joyas de la Colección Lázaro en el Universo de Svankmajer en el Museo Lázaro Galdiano.